# You're Getting Old
«You're Getting Old» (en España y en Hispanoamérica «Estás envejeciendo») es el episodio número 216 de la serie animada South Park, emitido como el séptimo de la decimoquinta temporada de la serie, el 8 de junio de 2011 en Estados Unidos. El episodio gira en torno a Stan, quién poco antes de cumplir 10 años comienza a ver el mundo de una manera negativa producto del cinismo que lo afecta.
Debido a la especial trama y triste final de este episodio existieron fuertes rumores sobre el supuesto fin de la serie, apuntados por la crítica.

## Argumento
Durante la fiesta por su cumpleaños número 10, Stan recibe por parte de Kyle un regalo que resulta ser un nuevo CD de la última banda de moda entre los preadolescentes. Su madre Sharon le prohíbe escuchar el CD y se lo quita, discutiendo sobre el asunto con Randy, quién le dice que disfruta esa música (que de hecho sólo son sonidos del tambor de una batería y una defecación).
Como la música que está "en onda" se hace popular, Sharon y otros padres de algunos niños confiscan los CD, y los hacen escuchar el álbum Synchronicity de la banda The Police como ejemplo de buena música, pero para los niños y el espectador el álbum suena como gente defecando, justo como el nuevo álbum de moda se escucha para los adultos. Esa noche Stan escucha la música confiscada, pero descubre que "suena como mierda", hecho que lo confunde.
Stan va al doctor, quién lo examina y diagnóstica que es un "idiota cínico", por lo que ahora ve todo como una mierda (y literalmente, ve diversos objetos y personas en forma de mojón), desde el más delicioso helado hasta los trailers de películas. Esta perspectiva negativa de las cosas hace que Kyle, Kenny y Cartman se alejen de él. 
Sharon acusa a Randy estar fingiendo interés en la música con el fin de aferrarse a sus sueños de niño de ser un artista, negando que está envejeciendo. Randy no le hace caso, y comienza a interpretar la música de moda en una cantina local, tocando guitarra y defecando como parte de su show. Durante una de sus presentaciones en un dueto con una mujer llamada Steamy Nicks (parodia a Stevie Nicks), Sharon lo descubre, y le reprocha todos los anteriores rumbos tomados por él, como las peleas en partidos de Béisbol, jugar World of Warcraft, y convertirse en un famoso chef, pero Randy le confiesa no ser feliz desde hace mucho tiempo y los dos dicen no sentir ya nada el uno por el otro. Unos viejos granjeros que presenciaban los shows en la cantina, entran a la casa de los Marsh y roban la ropa interior de Randy.
El episodio finaliza con la canción de Fleetwood Mac, "Landside", sonando de fondo. Randy y Sharon se separan, y ella se muda a otra casa junto a Shelly y Stan. Mientras, la policía arresta a los granjeros que robaron la ropa interior, y se muestra como entre Cartman y Kyle parece surgir un amistad, cuando sonríen mutuamente al jugar videojuegos.
Stan, completamente alejado de sus amigos, no muestra signos de terminar su cinismo, al sentarse tristemente en la orilla de un lago y ver una flor en forma de mojón.

## Rumores del término de la serie
Durante la creación de "Estás envejeciendo", los creadores de la serie, Trey Parker y Matt Stone producían en Broadway el musical El Libro del Mormón, por lo tanto, el ajetreo entre la serie y la obra, provocaron diversas especulaciones con respecto al futuro de South Park en el mismo equipo del programa.
Estas especulaciones aumentaron cuando Parker comentó a un medio sobre la situación, diciendo sobre la próxima temporada: "No sé como vamos a hacerlo. Es como una pesadilla", y con la declaración de Comedy Central (canal que transmite el show) previa a la emisión del episodio: "Después que Stan celebra su cumpleaños número 10, comienza a ver todo diferente...La verdadera estructura de South Park se comienza a desentrañar".
La crítica del episodio fue en general positiva. Medios como IGN y HitFix apuntaron a la falta de humor de Estás envejeciendo, pero destacaron la alta emocionalidad producida por la crisis existencial del personaje de Stan, además de comparar la incierta situación de la serie y el capítulo.

"Es fácil dibujar un montón de paralelismos entre los hombres Marsh y lo que los propios creadores de South Park sin duda han atravesado. Cuando Trey y Matt comenzaron este viaje, ellos eran hombres jóvenes desafiando al mundo. Ahora son veteranos de mediana edad en la industria, con nuevos intereses y nuevas perspectivas. Tal vez ya superaron su propia marca de humor, y ya no quieren tratar de apelar a los gustos del público más joven."
Crítica de IGN de "Estás envejeciendo"